# Leucipo (hijo de Enómao)
En la mitología griega, Leucipo era un hijo de Enómao, rey de Pisa, que se enamoró perdidamente de la ninfa Dafne. Pero como sabía que esta amaba la libertad de los bosques y rechazaba cualquier pretensión de matrimonio, se dejó crecer la melena (con la excusa de que iba a sacrificarla al dios Alfeo) y se vistió de mujer. De esta guisa se presentó ante su amada y le propuso acompañarla en la caza, a lo que la joven asintió, pues Leucipo se preocupó de serle agradable. Con el tiempo y las aventuras cinegéticas ambos se convirtieron en amigos inseparables. Pero Apolo, que también amaba a la ninfa, sintió celos de la felicidad de Leucipo, y reforzó los rayos solares para que al grupo de cazadoras le apeteciera darse un baño en el río Ladón. Obligado a desnudarse, la estratagema de Leucipo fue descubierta, y fue muerto a flechazos o puñaladas por parte de las compañeras de Dafne.